# Salon d'aéroport

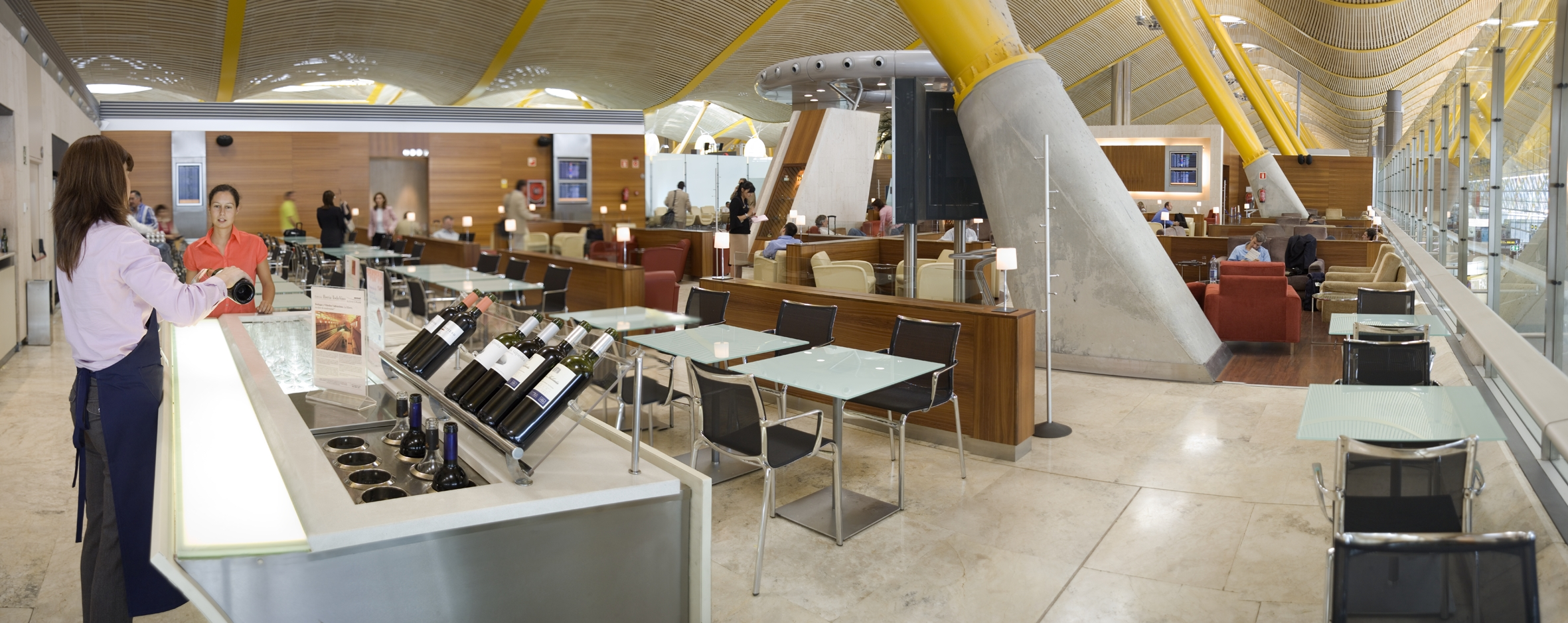
Un salon d'aéroport dans l'aéroport Adolfo-Suárez de Madrid-Barajas.

Un salon d'aéroport est un équipement hôtelier installé dans de nombreux aéroports. Le salon d'aéroport offre, pour certains passagers, un confort supérieur à celui offert dans le terminal de l'aéroport lui-même, avec par exemple des sièges plus confortables, un environnement plus calme, et souvent un meilleur accès à des représentants du service client. Peuvent s'y ajouter salles de conférences privées, équipement téléphoniques, accès à l'internet sans fil, et d'autres services aux entreprises, ainsi que des dispositions visant à améliorer le confort des passagers, tels que la gratuité des boissons et des collations,.
L'American Airlines Admirals Club a été le premier salon de l'aéroport lorsqu'il a ouvert à l'aéroport de New York-LaGuardia de New York en 1939. Puis le président de la compagnie C. R. Smith en fit un outil de promotion.

## Types de salons
Il existe plusieurs types de salons d'aéroport : ceux des clubs de compagnies aériennes, de première classe des compagnies aériennes et des salons privés. 

### Salons des clubs de compagnies aériennes

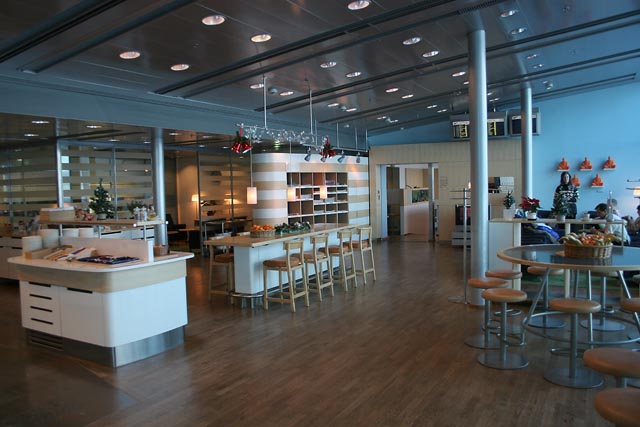
Un salon d'affaires standard de la SAS à l'aéroport d'Helsinki-Vantaa, en Finlande

Les compagnies aériennes mettent des salons d'aéroports à la disposition de leurs passagers premium, généralement les voyageurs de première et de classe affaires, et à leurs globe-trotters fidèles.
La plupart des grandes compagnies ont un ou plusieurs salons dans leurs hubs et villes-cibles ainsi que dans les principaux aéroports qu'ils servent. Les principales compagnies américaines – American Airlines (Admirals Club), Delta (SkyClub) et United (United Club) – exploitent des dizaines de salons, tandis que les petites compagnies comme Alaska Airlines (Board Room) ont tendance à exploiter uniquement une poignée de salons dans leur hub et villes-cibles.
Les compagnies aériennes hors de l'Amérique du Nord et de l'Australie ne proposent en général pas d'affiliation à de tels clubs, réservant plutôt l'accès à leurs salons à leurs passagers fidèles et à ceux de la première classe. Cependant, si l'on est affilié au club d'une compagnie de l'une des trois grandes alliances de compagnies aériennes (Oneworld, SkyTeam et Star Alliance), on peut souvent avoir accès aux salons des autres membres de l'alliance. Par exemple, l'adhésion au Qantas Club donne accès aux salons de l'Admirals Club en raison d'un accord de réciprocité avec American Airlines ; un membre du United Club peut accéder aux salons d'Air Canada et d'Air New Zealand, comme tous les membres de Star Alliance.
Il n'est cependant pas rare pour les compagnies non-membres d'une alliance de conclure des accords bilatéraux d'accès réciproque à leurs salons. Ainsi bien qu'Alaska Airlines ne mette à disposition que quatre Board Rooms, leurs membres ont accès aux Admirals Club d'American Airlines (et vice versa). Ces membres n'ont toutefois pas accès aux salons des autres membres de Oneworld, comme British Airways ou Japan Airlines.

#### Salons Première Classe des compagnies aériennes

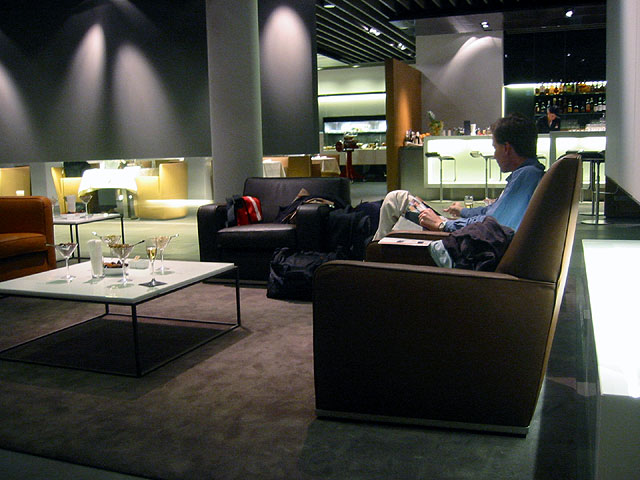
Le salon première classe de la Lufthansa à l'aéroport international de Francfort, en Allemagne

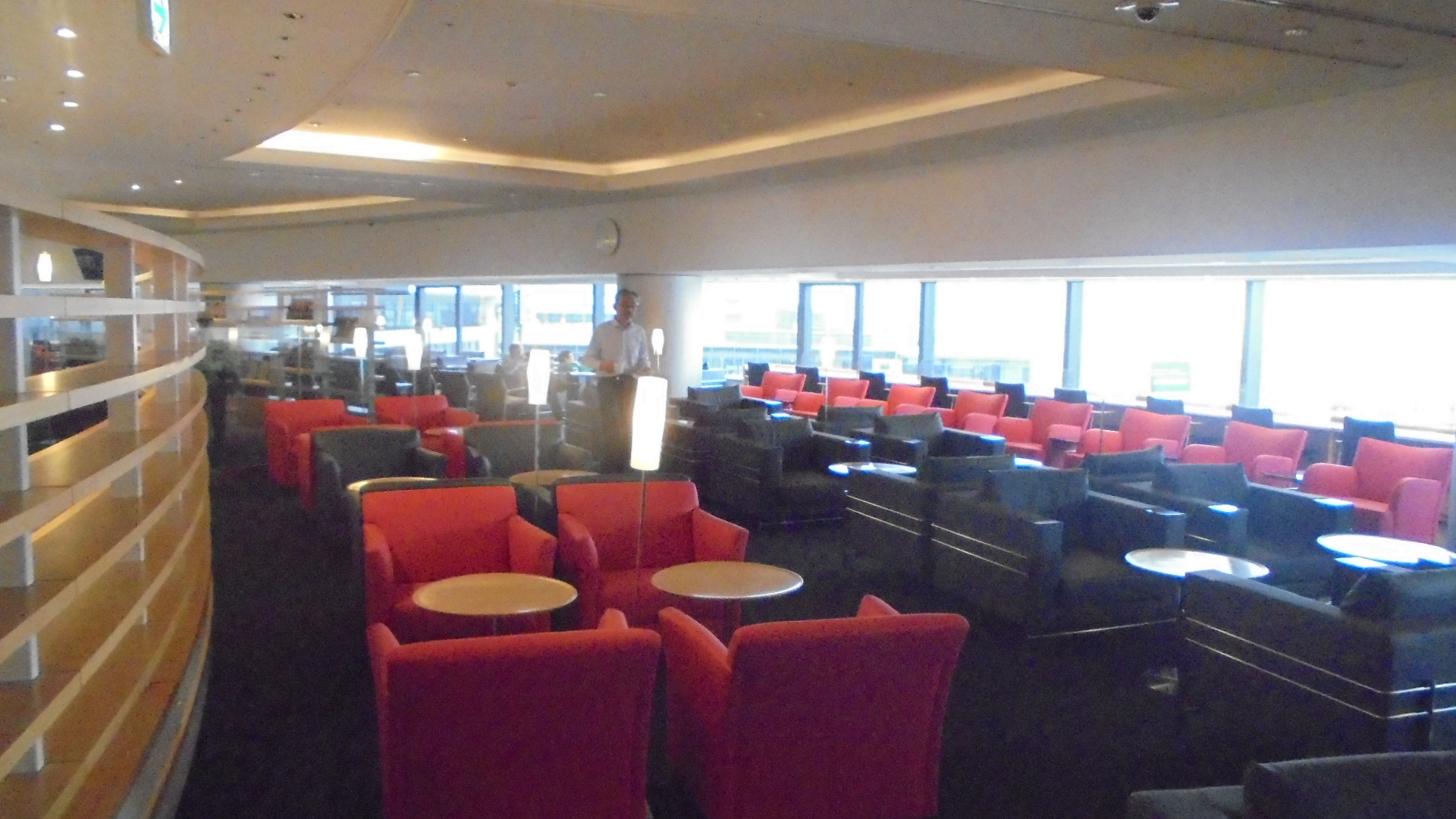
Delta Sky Club Lounge à l'aéroport international de Narita au Japon

De nombreuses compagnies aériennes mettent un salon de Première Classe à disposition des premières classes et des hôtes de marque de leurs vols internationaux. Les salons première classe sont généralement plus exclusifs et le panel d'équipement qu'ils offrent est plus important que dans les salons de la classe affaires, plus calqués sur le modèle des salles d'attente d'aéroports standards en Europe et en Asie. Dans les rares cas où un agrément est disponible uniquement dans le salon classe affaires, les passagers de la première classe ont la possibilité si elles le souhaitent d'utiliser le salon des classes affaires. Dans tous les cas, n'importe quel voyageur ayant accès au salon première classe a automatiquement accès au salon classe affaires — comme dans le cas où un compagnon de voyage n'est pas en première classe et ne peut être admis dans le salon première en tant qu'invité — ce qui peut perturber les agents du salon lorsque des passagers choisissent d'utiliser des services inférieurs à ceux auxquels ils ont droit. En général, les compagnies aériennes offrent aux passagers de première classe d'un accès gratuit à leur salon d'aéroport standard. Certaines compagnies ont même des « salons d'arrivée » pour leurs passagers offrant douche, repos et restauration après les vols long-courrier internationaux.

### Salons privés
D'autres prestataires de services au sol, comme Plaza Premium Lounge et Swissport, exploitent aussi des salons privés, à l'accès payant. Contrairement aux salons des compagnies aériennes, ces structures sont ouvertes à tous les voyageurs transitant par l'aéroport, quelle que soit la compagnie émettrice ou la classe de leur billet, pourvu qu'ils s'acquittent d'un droit d'entrée. La plupart ne vendent que des passes valables une journée, mais certains proposent des abonnements valables un an ou plus.[réf. à confirmer]

## Accès aux salons

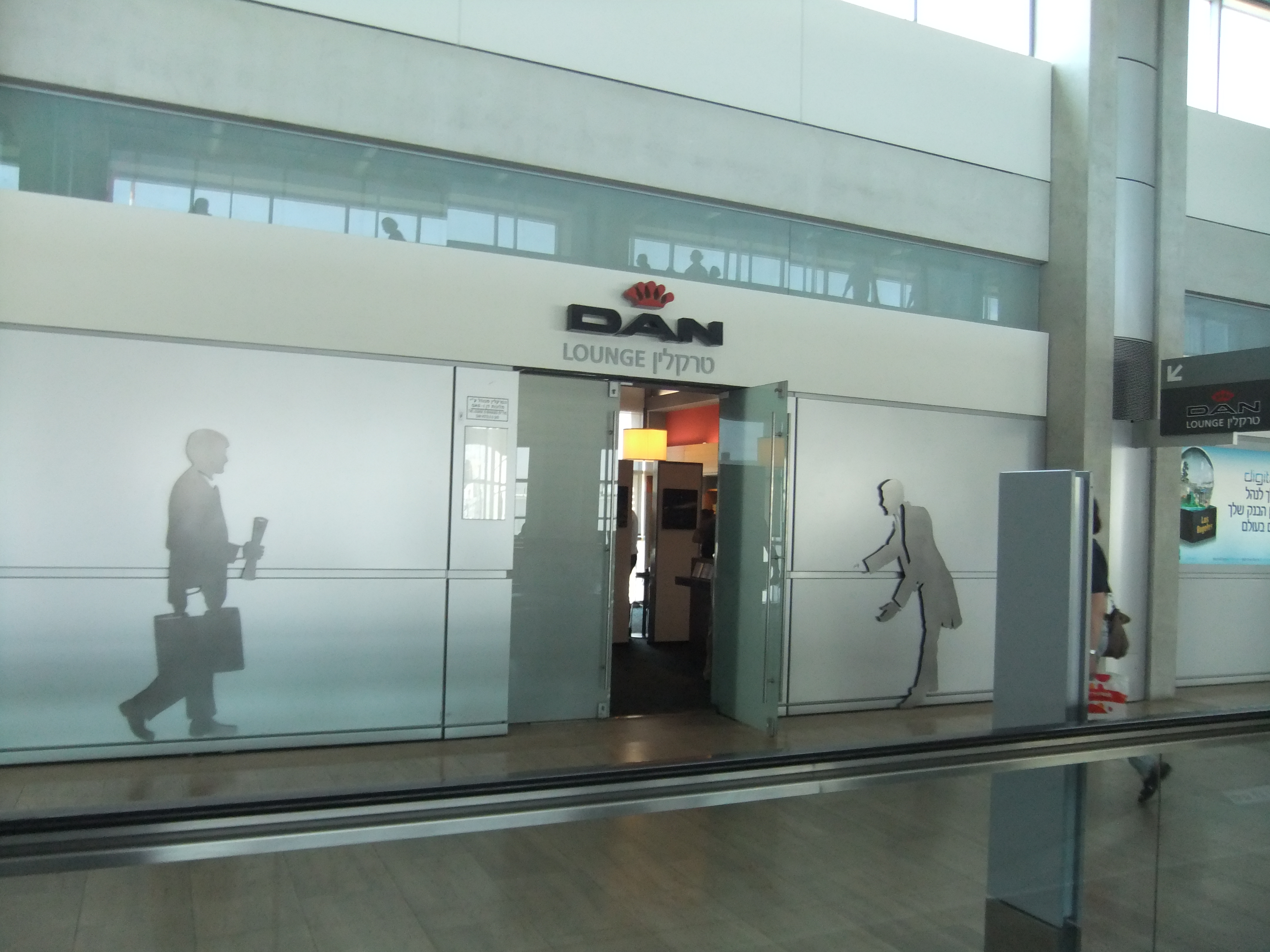
Entrée du Dan Lounge à l'aéroport Ben Gourion, Israël. Le Dan Lounge est accessible aux passagers de différentes compagnies aériennes, aux titulaires de divers abonnements et aux passagers payants.

L'accès aux salons d'aéroport peut être obtenu de plusieurs façons. En Australie, au Canada et aux États-Unis, une méthode commune pour obtenir l'accès est l'achat d'une adhésion annuelle ou à vie, tandis qu'en Asie et en Europe c'est souvent impossible.[citation nécessaire] Les frais d'adhésion sont parfois réduits pour les membres les plus fidèles du programme de fidélité de certaines compagnies, et peuvent souvent être réglés à l'aide de miles. Certaines cartes de crédit haut de gamme adossées à une compagnie aérienne, comme le Delta Reserve Credit Card et la United MilagePlus Club Card, incluent l'adhésion aux salons aussi longtemps qu'on la conserve.
On peut également accéder au salon à l'aide des cartes fidélité (miles) d'une compagnie, ce qui est courant en Europe. Les cartes les plus haut de gamme ouvrent souvent l'accès à tous les salons de la compagnie ainsi qu'à ceux des compagnies partenaires, quelle que soit la classe et la compagnie dans laquelle on voyage (il est toutefois généralement nécessaire pour le titulaire de la carte de réserver au moins 24 heures à l'avance). La plupart des compagnies aériennes offrent généralement un accès gratuit au salon pour n'importe quel passager de leurs vols internationaux ou transcontinentaux en cabines premium (en première classe ou en classe affaires) le temps de leur voyage.[citation nécessaire]
Des programmes indépendants comme Priority Pass offrent l'accès à certains salons de compagnies aériennes pour un abonnement annuel, tandis que l'Airport Angel, Red Dot Salons et Go Simply proposent un accès préréservable sans adhésion. Les cartes de crédit et de paiement premium, comme les cartes de paiement Diners Club International, American Express Platinum et Centurion Card ainsi que la carte Morgan Stanley i24,[réf. à confirmer] proposent des programmes d'accès aux salons pour leurs membres. Ainsi dès 2008, les cartes de paiement American Express Platinum (dans certains pays) et Centurion, les cartes Morgan Stanley i24 et RBS Black Card incluent l'adhésion à Priority Pass.[citation nécessaire] Certaines banques comme HSBC propose maintenant un programme d'accès aux salons pour les clients premium.[citation nécessaire] American Express offre également l'accès à des salons appartenant à Priority Pass et développe sa propre ligne de salons.

## Équipements

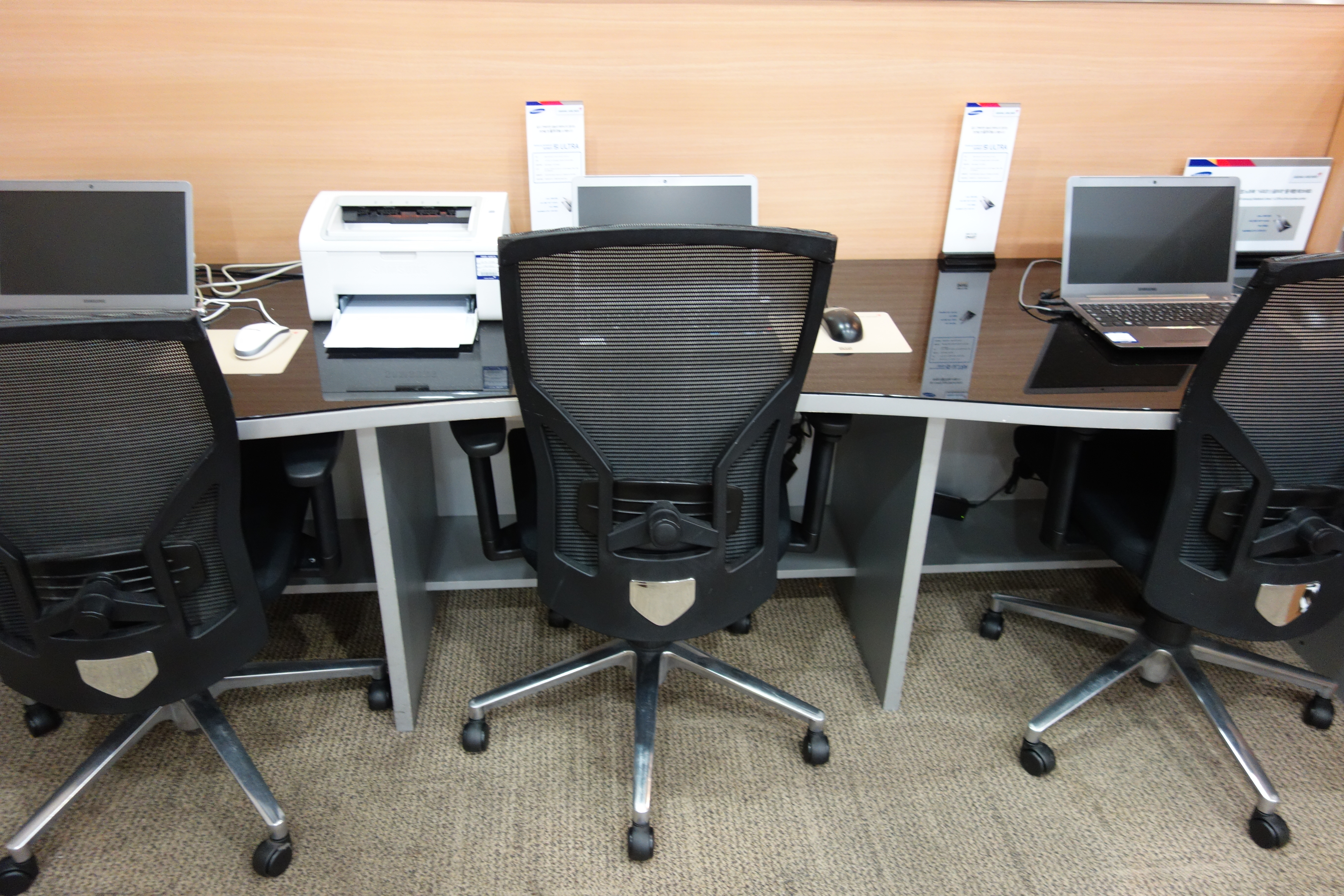
Postes informatiques au salon classe affaires Asiana à l'aéroport international de Gimhae en Corée du Sud.

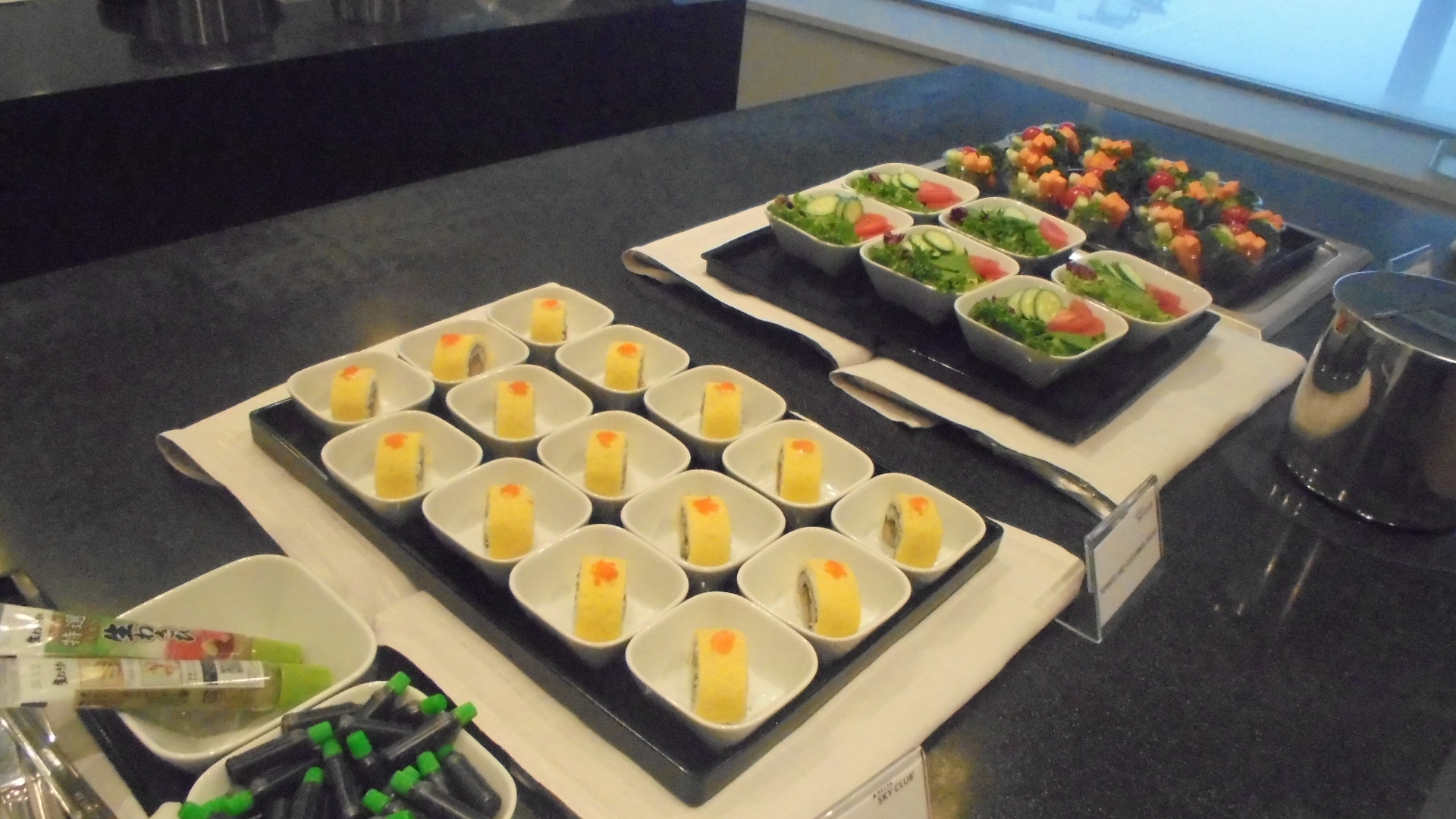
Rafraîchissements servis au Delta Sky Club Lounge de l'aéroport international de Narita au Japon.

En plus d'offrir des sièges plus confortables, les salons fournissent habituellement des boissons alcoolisées et non alcoolisées gratuites, et des collations légères comme des fruits, du fromage, de la soupe, des pâtisseries et de quoi petit déjeuner.[citation nécessaire]. Aux États-Unis et au Canada, presque tous les salons comportent un open bar servant bières et vins locaux et des alcools de la maison, avec des boissons haut de gamme comme de la bière importée, des liqueurs haut de gamme, des vins millésimés et du champagne disponible à l'achat,. Dans les États américains où les open bars sont interdits par la loi, les boissons peuvent être vendus à prix cassé (par exemple, 1 $ la boisson).[citation nécessaire]
Les autres équipements comprennent généralement des écrans donnant des informations sur les vols, des téléviseurs, des journaux et des magazines, en plus de centres d'affaires avec bureaux, points d'accès à internet, téléphones, photocopieurs et services de fax.[citation nécessaire] L'accès Internet sans fil gratuit pour les clients est également courant,.
En Asie, Europe et au Moyen-Orient, les salons (notamment pour les passagers de première classe) peuvent être assez luxueux, offrant une vaste open bar premium, de nombreux plats de buffet élaborés chauds et froids, des pièces pour cigare, des spas et des services de massage, des centres de remise en forme, des espaces privatifs, des zones de repos et des douches,.
Certains salons sont équipés de tables de billard,.
Il y a des stations de recharge sans fil dans les salons, dans certains aéroports de Londres, installés par Nokia.